# Sociaal en Cultureel Planbureau
Het Sociaal en Cultureel Planbureau (SCP) is een Nederlands interdepartementaal, wetenschappelijk instituut, dat - gevraagd en ongevraagd - sociaal-wetenschappelijk onderzoek verricht. Het SCP rapporteert aan de regering, de Eerste en Tweede Kamer, de ministeries en maatschappelijke en overheidsorganisaties. Het SCP is formeel onderdeel van het ministerie van Volksgezondheid, Welzijn en Sport.
Het SCP is opgericht bij Koninklijk Besluit op 30 maart 1973. Het Koninklijk Besluit is per 1 april 2012 vervangen door de 'Aanwijzingen voor de Planbureaus'.
Nederland kent nog twee andere planbureaus. Het oudste is het Centraal Planbureau (CPB) dat zich vooral bezighoudt met economische ontwikkelingen. Het Planbureau voor de Leefomgeving concentreert zich vooral op de ruimtelijke inrichting en de duurzaamheid en kwaliteit van de leefomgeving.

## Algemeen
Het SCP is een wetenschappelijk instituut dat zelfstandig en onafhankelijk onderzoek verricht. Op basis van dit onderzoek brengt het, gevraagd en ongevraagd, adviezen uit aan de regering, de Eerste en Tweede Kamer, ministeries en andere maatschappelijke en overheidsorganisaties. De adviezen worden gepubliceerd in boekvorm en zijn gratis beschikbaar op internet.
Het SCP kiest zelf welke onderzoeken het uitvoert. Criteria als impact, maatschappelijke urgentie en beleidsrelevantie spelen daarbij een belangrijke rol. Het SCP is een planbureau dat onderzoek doet op wetenschappelijke basis. Het SCP doet zowel kwalitatief als kwantitatief onderzoek. Veelgebruikte onderzoeksmethoden bij het SCP zijn de enquête en kwalitatief onderzoek.

## Taken
Zijn taken ontleent het SCP aan het koninklijk besluit van 30 maart 1973. De belangrijkste taken zijn:
- Wetenschappelijke verkenningen verrichten met het doel te komen tot een samenhangende beschrijving van de situatie van het sociaal en cultureel welzijn in Nederland en van de op dit gebied te verwachten ontwikkelingen;
- Bijdragen tot een verantwoorde keuze van beleidsdoelen en het aangeven van voor- en nadelen van de verschillende wegen om deze doeleinden te bereiken;
- Informatie verwerven over de uitvoering van interdepartementaal beleid op het gebied van sociaal en cultureel welzijn, om de evaluatie ervan mogelijk te maken.

De 'Aanwijzingen voor de Planbureaus' bepalen dat planbureaus 'vanuit hun specifieke invalshoek intersectoraal en interdepartementaal functioneren. Planbureaus voeren zowel beleidsrelevant als strategisch onderzoek uit.'
De thema's waarop het SCP zijn onderzoek richt worden elk jaar vastgelegd in een werkprogramma. Het SCP werkt vooral vanuit een sociaalwetenschappelijke invalshoek en geeft in het bijzonder aandacht aan de verhouding tussen overheid en burger.
Een van de vaste taken is het vervaardigen van het tweejaarlijkse Sociaal en Cultureel Rapport, de tweejaarlijkse jaarlijkse Sociale staat van Nederland en het vierjaarlijkse Memorandum Quartaire sector.

## Directeuren
- 1974 - 1978: A.J.M. van Tienen
- 1978 - 1998: Adriaan van der Staay
- 1998 - 2013: Paul Schnabel
- 15 juni 2013 - 1 juni 2022: Kim Putters
- 1 oktober 2022 - Heden: Karen van Oudenhoven[4]

## Planbureaus
Andere planbureaus die advies uitbrengen aan de overheid zijn:
- Centraal Planbureau (CPB)
- Planbureau voor de Leefomgeving (PBL)